# Hermann Steppuhn
Hermann Steppuhn (né le 14 mai 1827 à Lackmedien, anciennement Medlauken, arrondissement de Friedland et mort le 8 mai 1907 au manoir de Liekeim) est un propriétaire du manoir et député du Reichstag.

## Biographie
Steppuhn étudie au lycée de Rastenburg et en 1862, alors qu'il est régisseur, acquiert le manoir de Liekeim près de Bartenstein. De 1882 à 1888, il est député du parlement provincial de Prusse-Orientale. À partir de 1873, il est chef de bureau. Il est également membre du conseil d'arrondissement et du comité de l'arrondissement de Friedland.
En tant que membre du Parti conservateur allemand, il siège au Reichstag de 1893 à 1898 pour la 10e circonscription de Königsberg.
Il est le père d'Elisabet Boehm, la fondatrice du mouvement des femmes rurales.